# Hotel New Hampshire (film)
Hotel New Hampshire (The Hotel New Hampshire) è un film del 1984 diretto da Tony Richardson, basato sull'omonimo romanzo di John Irving.

## Trama
Il film racconta le vicende della bizzarra famiglia Berry, il patriarca Win decide di gestire un albergo coinvolgendo tutti i membri della famiglia. Dopo alcune difficoltà iniziali, la loro impresa avrà successo. All'interno dell'hotel si svolgono le intricate vicende familiari, tra litigi, amori e ripicche. John e Frannie vivono un rapporto incestuoso, essendo innamorati l'uno dell'altra, Frank deve fare i conti con le sue pulsioni omosessuali, in più ad animare le vicende, vi sono il bizzarro nonno ed un cane di nome Tristezza, che soffre di flatulenze. Tra drammi e tragicomiche avventure, la famiglia riuscirà ad aprire un nuovo albergo a Vienna.